# Salvator Rosa (ópera)
Salvator Rosa (também conhecida como Salvador Rosa) é a quinta ópera do compositor brasileiro, Antônio Carlos Gomes (1836 - 1896). O libretto, de Antonio Ghislanzoni, é inspirado na novela Masaniello (1851), do escritor francês Charles Jean-Baptiste Jacquot (1812 – 1880), que, por sua vez, inspirou-se livremente nas vidas do pintor e poeta italiano Salvator Rosa e de Masaniello, um vendedor de peixes napolitano que liderou uma revolta popular em Nápoles, entre 7 e 16 de julho de 1647, contra a opressão fiscal do governo espanhol dos Habsburg.
Salvator Rosa foi estreada no  Teatro Carlo Felice, em Gênova, Itália, no dia 21 de Março de 1874. 
Após a estréia da ópera Fosca (1873), Carlos Gomes decide escrever uma ópera para “agradar” ao público italiano com melodias cativantes e tendo como libreto à história de um herói italiano. Foi escrita em seis meses, como uma espécie de vingança porque a Fosca, tão caprichosamente elaborada, não foi bem aceita. Na Fosca, a música era composta com muita erudição, ao passo que Salvador Rosa já tinha proposta mais popular. Ela acabou por tornar-se um de seus maiores sucessos tanto que nos anos 1876-77 foi apresentada na abertura da temporada lírica de seis dos mais importantes teatros italianos.